# Jae Hee
Jae Hee (en hangul, 재희; nacido como Lee Hyun-kyun el 25 de mayo de 1980) es un actor surcoreano. Es conocido sobre todo por sus papeles como protagonista en la película de 2004 3-Iron y en la serie de televisión de 2005 Sassy Girl Chun-hyang.

## Carrera
Jae Hee comenzó su carrera como actor infantil en laserie Mountain de 1997. Continuó apareciendo en televisión, como en el drama universitario School 2 y en la comedia familiar Wuri's Family, así como en la película de terror de 2000 Bloody Beach.
En 2004 fue elegido como protagonista en 3-Iron de Kim Ki-duk, donde interpreta a un joven silencioso que irrumpe en casas vacías y vive allí durante unos días, y durante su estadía limpia la casa y repara aparatos rotos. La película de autor recibió elogios de la crítica tanto a nivel local como internacional. Por su actuación, Jae Hee fue nombrado mejor actor revelación en los Premios de Cine Blue Dragon.
Pero el papel que realmente supondría la revelación de Jae Hee llegaría en 2005, cuando interpretó al bromista pero leal Lee Mong-ryong en Sassy Girl Chun-hyang, una comedia romántica modernizada basada en el conocido cuento popular Chunhyangjeon. Se convirtió en un gran éxito no solo en Corea, sino en toda Asia, convirtiéndolos a él y a su coprotagonista Han Chae-young en estrellas de la ola coreana.  
En 2006 actuó en la comedia de acción The Art of Fighting, donde era un chico de secundaria víctima de acoso escolar que tiene un viejo maestro (interpretado por el veterano actor Baek Yoon-sik) con el que aprende sobre artes marciales pero también sobre la vida.
Al año siguiente Jae Hee regresó a la televisión, interpretando a un chef en Witch Yoo Hee, donde se reencuentra con el director de Chun-hyang, Jeon Ki-sang, y después a un padre sustituto en One Mom and Three Dads de 2008, pero esas series tuvieron menos éxito en términos de audiencia.
El 5 de agosto de 2008 se alistó para el servicio militar obligatorio. Estuvo asignado a la Agencia de Medios de Defensa hasta su baja el 18 de junio de 2010.
Para su primer proyecto posterior al ejército, Jae Hee fue elegido inicialmente para Bravo, My Love!, pero tuvo que abandonar después de sufrir una lesión en la espalda durante una práctica de windsurf para el papel. En cambio, protagonizó el papel del heredero chaebol de una empresa de cosméticos en la comedia romántica por cable Color of Woman, que se emitió en el Canal A en 201.
Jae Hee interpretó al antagonista en May Queen, una epopeya generacional de 2012 ambientada en el contexto de la industria de construcción naval en Ulsan durante la época de la modernización de Corea. Recibió un premio a la excelencia de los premios MBC Drama Awards .
En 2013 se unió al drama de época Jang Ok-jung, Living by Love, una versión revisionista del personaje principal Jang, más infamemente conocida como la concubina real Jang Hui-bin. Inicialmente elegido para interpretar al primer amor de Jang Ok-jung, su tiempo en pantalla se redujo drásticamente. Ese mismo año, su película china Crimes of Passion se estrenó en cines tres años después de que Jae Hee la filmara en 2010.

## Otras actividades
Jae Hee fundó en mayo de 2007 un centro comercial de ropa en línea llamado Easy by Step.

## Vida personal
Después de que apareciera un artículo en la revista surcoreana Woman Sense que el presunto actor soltero llevaba una vida secreta, Jae Hee confirmó el 23 de octubre de 2012 que estaba casado desde 2010, y que él y su esposa tenían un hijo. Dijo que omitió anunciar la noticia no por vergüenza ni por ocultar a su familia (el matrimonio y el nacimiento de su hijo habían sido registrados oficialmente en la oficina del municipio), sino porque quería mantener su privacidad y proteger a sus seres queridos.
En febrero de 2024 fue demandado por fraude por su exrepresentante, el cual alegó que Jae Hee pidió prestados sesenta millones de wones, afirmando que quería «fundar una academia de actuación», pero no solo no los devolvió y cortó el contacto, sino que también exigió la rescisión de su contrato exclusivo con la compañía de entretenimiento para la que trabajaba aquel. El 22 de mayo siguiente anunció que la policía que había investigado el caso no aceptó las acusaciones contra el actor y decidió no llevar la denuncia a juicio, al considerar que no había indicios de culpabilidad.

## Filmografía

### Cine
| Año  | Título              | Papel                                       | Notas              |
| ---- | ------------------- | ------------------------------------------- | ------------------ |
| 1999 | Ghost in Love       | Hermano menor de Jin Chae-byul              |                    |
| 2000 | Bloody Beach        | Won-il                                      |                    |
| 2004 | Hierro 3            | Tae Suk                                     |                    |
| 2006 | The Art of Fighting | Song Byeong-tae                             |                    |
| 2007 | El gemelo malvado   | Hyun-sik                                    |                    |
| 2008 | Mandate             | Choi Kang                                   |                    |
| 2013 | Crimes of Passion   | Jeong-hee                                   |                    |
| 2018 | Folktale            | Heung-boo                                   |                    |
| 2018 | Memento Mori        | Min Soo                                     |                    |
| 2020 | Two Big Men         | Empresario inversor en complejos turísticos | Aparición especial |
| 2022 | Immortal Vampire    | Director Min-joon                           |                    |

### Series de televisión
| Año  | Título                                   | Papel               | Canal     | Notas                                  | Ref.   |
| ---- | ---------------------------------------- | ------------------- | --------- | -------------------------------------- | ------ |
| 1997 | Mountain                                 |                     | MBC       |                                        |        |
| 1998 | I Love You! I Love You!                  | Lee Joo-beom        | SBS       |                                        |        |
| 1998 | Steal My Heart                           | Choi Kwan-woo       | SBS       |                                        |        |
| 1998 | New Generation Report: Adults Don't Know |                     | KBS1      |                                        |        |
| 1998 | Soonpoong Clinic                         | Repartidor de pizza | SBS       | Episodios 184 y 367                    |        |
| 1999 | Escuela 2                                | Lee Sung-je         | KBS2      |                                        |        |
| 2000 | Golbangi                                 |                     | SBS       |                                        |        |
| 2000 | Medical Center                           | Paciente con sida   | SBS       | Aparición especial, ep. 5              |        |
| 2001 | Wuri's Family                            | Gyeo-re             | MBC       |                                        |        |
| 2002 | To Be with You                           | Lee Sang-won        | KBS1      |                                        |        |
| 2005 | Sassy Girl Chun-hyang                    | Lee Mong-ryong      | KBS2      |                                        |        |
| 2006 | My Girl                                  | Lee Mong-ryong      | SBS       | Aparición especial, ep. 16             |        |
| 2007 | Witch Yoo Hee                            | Chae Moo-ryong      | SBS       |                                        |        |
| 2008 | One Mom and Three Dads                   | Choi Kwang-hee      | KBS2      |                                        |        |
| 2008 | Oh Goo the Exorcism                      | Yoon Ki-joo         | KBS2      |                                        |        |
| 2008 | Chase! X-boyfriend                       |                     | Mnet      |                                        |        |
| 2011 | Color of Woman                           | Yoon Joon-soo       | Channel A |                                        |        |
| 2012 | May Queen                                | Park Chang-hee      | MBC       |                                        |        |
| 2013 | Jang Ok-jung, Living by Love             | Hyun Chi-soo        | SBS       |                                        | [ 18 ] |
| 2013 | The Eldest                               | Park Soon-taek      | JTBC      |                                        |        |
| 2015 | Save the Family                          | Jung Woo-jin        | KBS1      |                                        | [ 19 ] |
| 2016 | The Vampire Detective                    | Han Gyu-min         | OCN       |                                        |        |
| 2016 | Goddess of Immortality                   | Movie Director      | Naver     |                                        |        |
| 2017 | You Are Too Much                         | Jo Sung-taek        | MBC       | Aparición especial                     | [ 20 ] |
| 2018 | Voice                                    | Son Ho-min          | OCN       | Aparición especial, 2.ª temp., ep. 8-9 | [ 21 ] |
| 2019 | Blessing of the Sea                      | Ma Poong-do         | MBC       |                                        |        |
| 2021 | A Good Supper                            | Jeong Kyung-soo     | MBC       |                                        | [ 22 ] |

### Programas de televisión
| Año  | Título                      | Función            | Ref.   |
| ---- | --------------------------- | ------------------ | ------ |
| 2019 | Craftsman                   | Miembro del equipo | [ 23 ] |
| 2022 | Empathy Documentary Shelter | Reparto principal  | [ 24 ] |

## Premios y nominaciones
| Año  | Premios                           | Categoría                                                           | Papel                  | Resultado | Ref.   |
| ---- | --------------------------------- | ------------------------------------------------------------------- | ---------------------- | --------- | ------ |
| 2004 | 25.os Premios de Cine Blue Dragon | Mejor actor revelación                                              | 3-Iron                 | Ganador   |        |
| 2005 | Premios KBS Drama                 | Mejor actor revelación                                              | Sassy Girl Chun-hyang  | Ganador   |        |
| 2005 | Premios KBS Drama                 | Mejor pareja con Han Chae-young                                     | Sassy Girl Chun-hyang  | Ganador   |        |
| 2006 | 41.os Premios Baeksang Arts       | Mejor actor revelación (TV)                                         | Sassy Girl Chun-hyang  | Nominado  |        |
| 2006 | 41.os Premios Baeksang Arts       | Mejor actor revelación (cine)                                       | 3-Iron                 | Nominado  |        |
| 2009 | Premio The Army Chief of Staff    | —                                                                   | —                      | Ganador   |        |
| 2012 | Premios MBC Drama                 | Premio a la excelencia, actor en serie de televisión                | May Queen              | Ganador   |        |
| 2015 | 4.os Premios APAN Star            | Premio a la excelencia, actor en serie de televisión                | Save the Family        | Nominado  |        |
| 2015 | Premios KBS Drama                 | Premio a la excelencia, actor en serie diaria                       | Save the Family        | Nominado  |        |
| 2016 | 2.º KWebFest                      | Mejor actor                                                         | Goddess of Immortality | Nominado  |        |
| 2018 | 4.º SeoulWebFest                  | Mejor actor                                                         | Memento Mori           | Ganador   |        |
| 2019 | Premios MBC Drama                 | Premio a la gran excelencia, actor en serie de fin de semana/diaria | Blessing of the Sea    | Nominado  |        |
| 2021 | Premios MBC Drama                 | Premio a la gran excelencia, actor en serie diaria                  | A Good Supper          | Nominado  | [ 25 ] |